# Hunter Boot Ltd
Hunter — британський виробник гумових чобіт. 
Штаб-квартира компанії розташована в місті Единбург. Регіональні представництва компанії розташовані також у Лондоні, Нью-Йорку та Дюссельдорфі.

## Історія
У 1856 році американський підприємець з Нью-Джерсі Генрі Лі Норіс побудував у Шотландії фабрику з виробництва гумових мисливських чобіт. До 1875 року компанія налічувала вже понад 600 працівників і вже мала представництва в Едінбургу, Лондоні та Нью-Йорку.
Під час Першої світової війни компанія виготоговила  1 185 036 пар чобіт для британських військових.
Після Другої світової війни попит на взуття Hunter почав стрімко зростати, що змусило компанію розпочати відкриття нових заводів.
У вересні 2008 року, після закінчення Літніх Олімпійських ігор в Пекіні, компанія Hunter відправила спеціально виготовлені золоті чоботи кожному учаснику Збірної Великої Британії, який завоював золоту медаль.

## Продукція

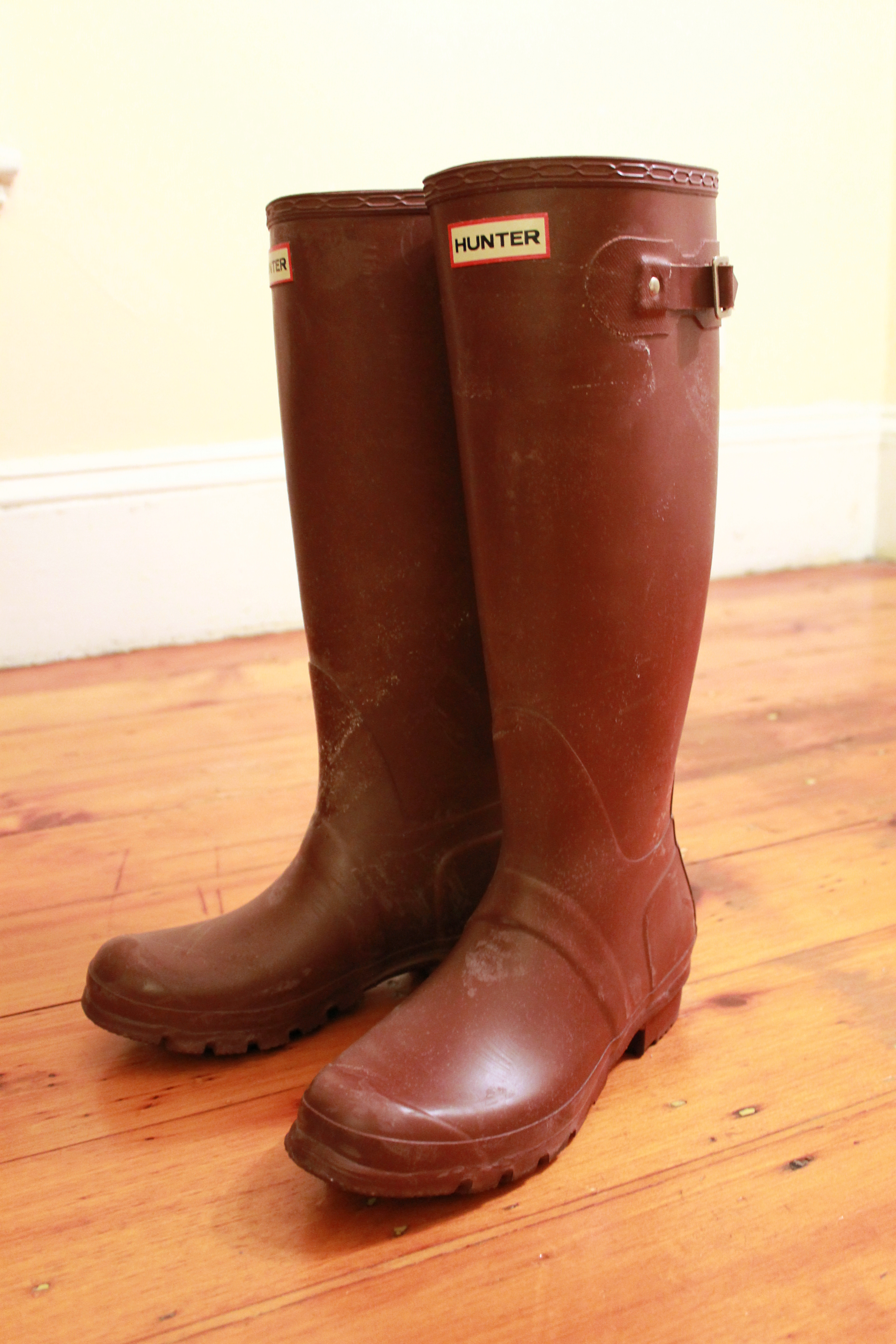
Чоботи Hunter

Чоботи Hunter мають високу якість і водонепроникність. Вони до сих пір виготовляються із натуральної гуми без додаткових присадок. Крім цього кожен чобіт спочатку виготовляється на основі 28 гумових викрійок, над якими майстер працює вручну.
Компанія працює в трьох напрямках і виробляє як чоловічі, так і жіночі чоботи, але особливою гордістю бренду є лінійка дитячих гумових чобіт з ортопедичною підошвою Hunter Kids. Крім цього, дизайнери компанії активно застосовують поєднання кольорів, що робить взуття привабливим для молоді.
Сьогодні взуття Hunter активно рекламують відомі британські та голівудські актори. Крім того, гумові чоботи Hunter поставляють в Букінгемський палац для потреб Британської королівської родини. Зокрема, чоботи із задоволенням носить королева Єлизавета II, а герцог Единбурзький у 1976 році нагородив бренд Королівським орденом за високу якість.